# اوواری (آستراخان)
اوواری (به لاتین: Uvary) یک منطقهٔ مسکونی در روسیه است که در استان آستراخان واقع شده‌است.